# Calvin (Luisiana)
Calvin es una villa ubicada en la parroquia de Winn en el estado estadounidense de Luisiana. En el Censo de 2010 tenía una población de 238 habitantes y una densidad poblacional de 40,08 personas por km².

## Geografía
Calvin se encuentra ubicada en las coordenadas 31°57′42″N 92°46′33″O / 31.96167, -92.77583. Según la Oficina del Censo de los Estados Unidos, Calvin tiene una superficie total de 5.94 km², de la cual 5.94 km² corresponden a tierra firme y (0%) 0 km² es agua.

## Demografía
Según el censo de 2010, había 238 personas residiendo en Calvin. La densidad de población era de 40,08 hab./km². De los 238 habitantes, Calvin estaba compuesto por el 87.39% blancos, el 11.76% eran afroamericanos, el 0% eran amerindios, el 0% eran asiáticos, el 0% eran isleños del Pacífico, el 0% eran de otras razas y el 0.84% pertenecían a dos o más razas. Del total de la población el 0% eran hispanos o latinos de cualquier raza.